# Rue de Rohan (Strasbourg)
Pour les articles homonymes, voir Rohan.
Ne doit pas être confondu avec Rue de Rohan.
La rue de Rohan (en alsacien : Schlossgässel) est une voie de Strasbourg rattachée administrativement au quartier Centre, qui va de la place du Marché-aux-Poissons à la place du Château, après avoir coupé la rue des Cordiers. Depuis 1739, elle longe le Palais Rohan auquel elle doit son nom.

## Toponymie
La rue a connu différentes dénominations, en allemand ou en français :  Seilergesselin (1361), Kannengasse, (1440), Bischofsgasse (1500, 1795), ruelle des Cordiers (1730), Derrière l'Évêché (1786), Derrière la Maison Commune (1793), rue de la Décade (1794), rue du Château Royal (1815), rue du Château (1856), Schlossgasse (1872, 1940).
Ces appellations ont longtemps fait référence au « château », sans autre précision. En 1919, la Commission de dénomination des rues lui attribue le nom de la famille de Rohan qui a occupé, sans interruption, durant tout le XVIIIe siècle, le trône épiscopal de Strasbourg.
Des plaques de rues bilingues, à la fois en français et en alsacien, ont été mises en place par la municipalité à partir de 1995. C'est le cas du Schlossgässel.

## Histoire

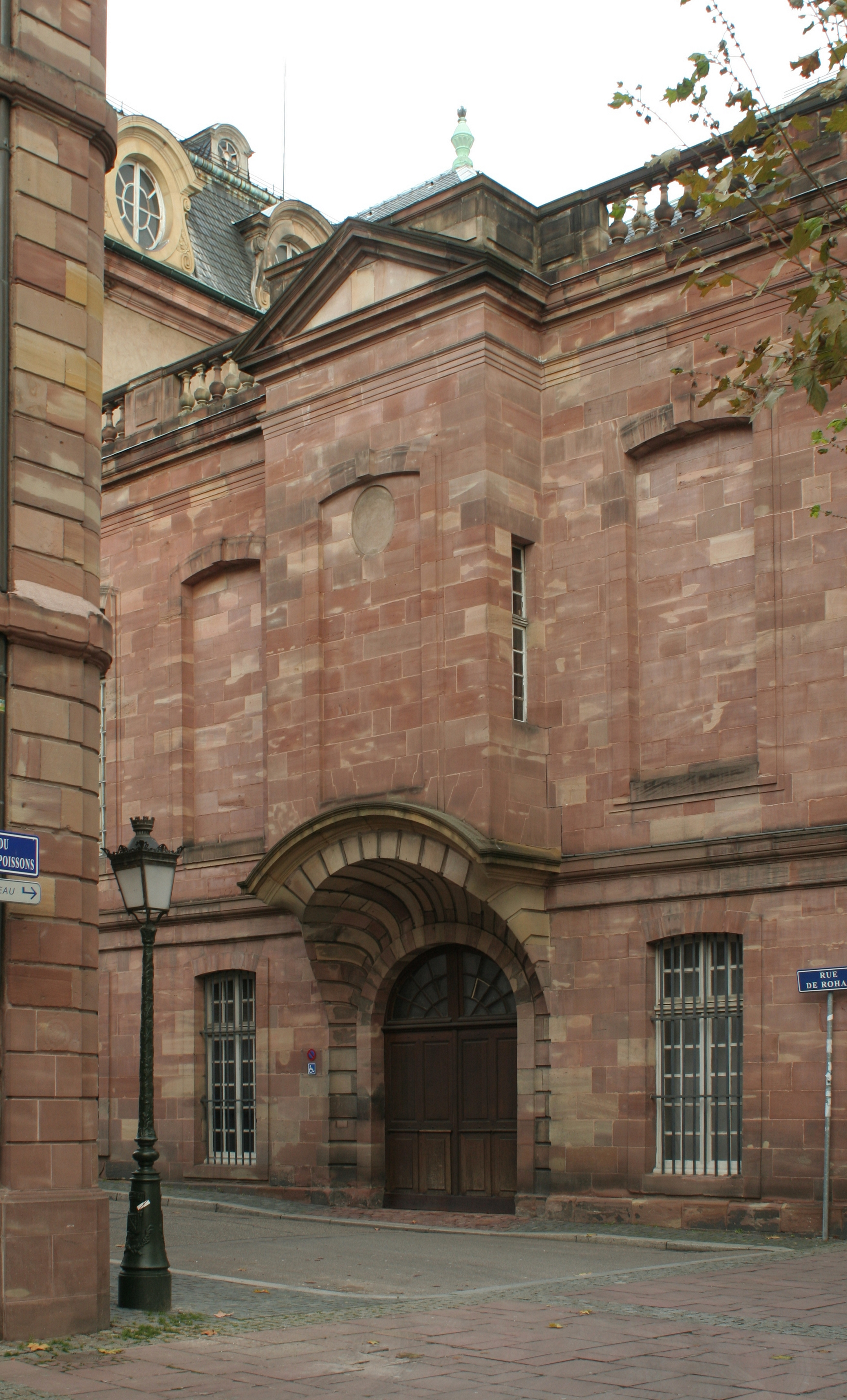
Porte latérale du Palais Rohan avec son oriel.

Au XVIe siècle, le quai entre les Grandes Boucheries et l’actuelle rue de Rohan servait de dépôt à bois, d'où le nom de Holtzmarck, qui signifie « marché au bois».
Les maisons de particuliers qui la longeaient à l'est sont achetées au début des années 1730 pour permettre au nouveau palais épiscopal de se déployer.

## Bâtiments remarquables

### Palais Rohan
Comme le côté oriental de la rue est entièrement occupé par une façade du palais, il n'y a pas véritablement de numéros pairs.
La porte d'entrée est surmontée par un oriel qui abrite le cabinet du bibliothécaire. Cette bibliothèque, qui servait de nef à la chapelle, a été rajoutée à la façade proprement dite.

### Numéros impairs
- no 1 : À l'angle de la place du Marché-aux-Poissons, la bâtisse actuelle est un pastiche du XVIIIe, érigé au XIXe siècle, sur l'emplacement d'un vaste immeuble du XVIe siècle, à encorbellement et à pignon[6]. Elle abrite le presbytère de la cathédrale[7].

Presbytère de la cathédrale, au n° 1.
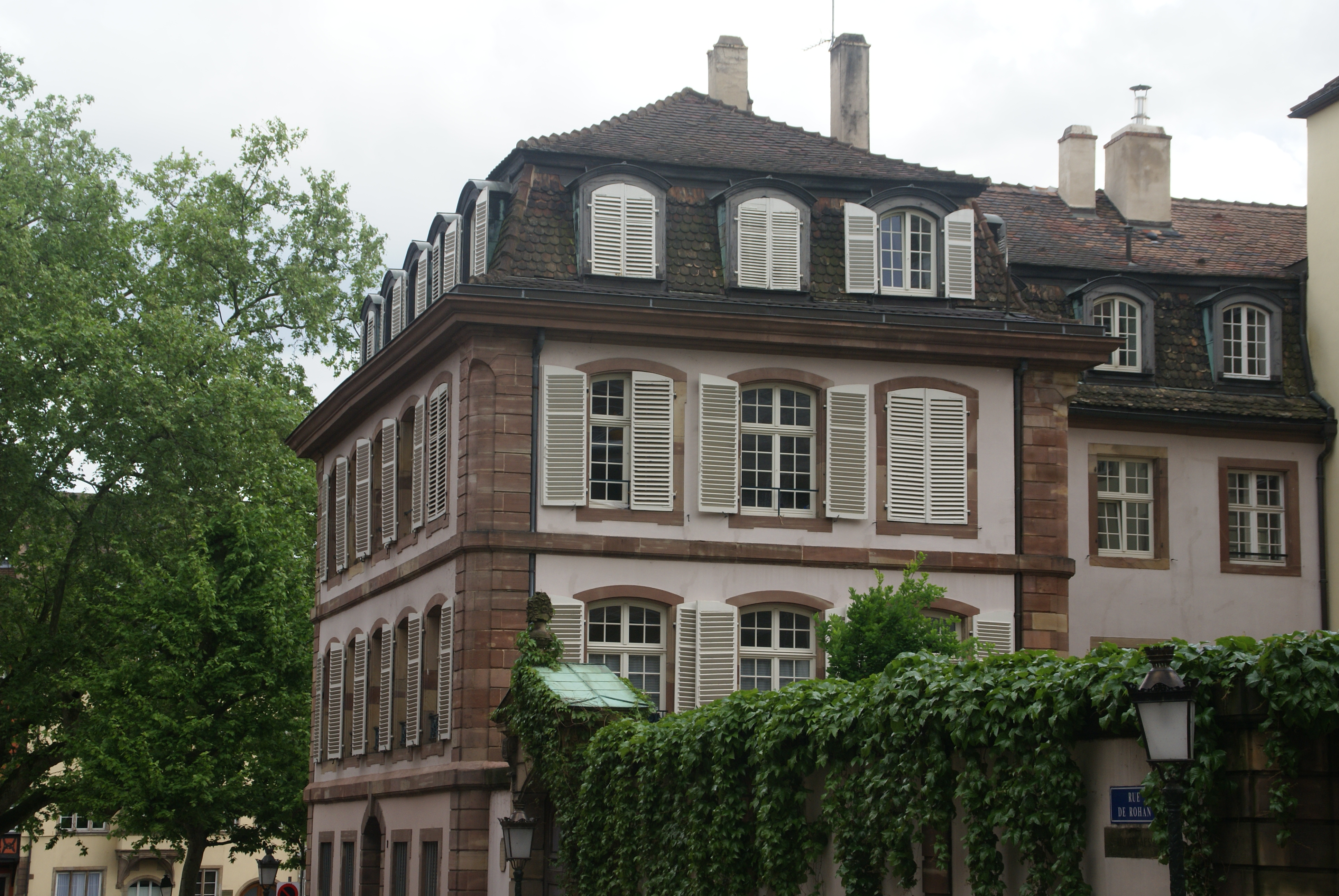
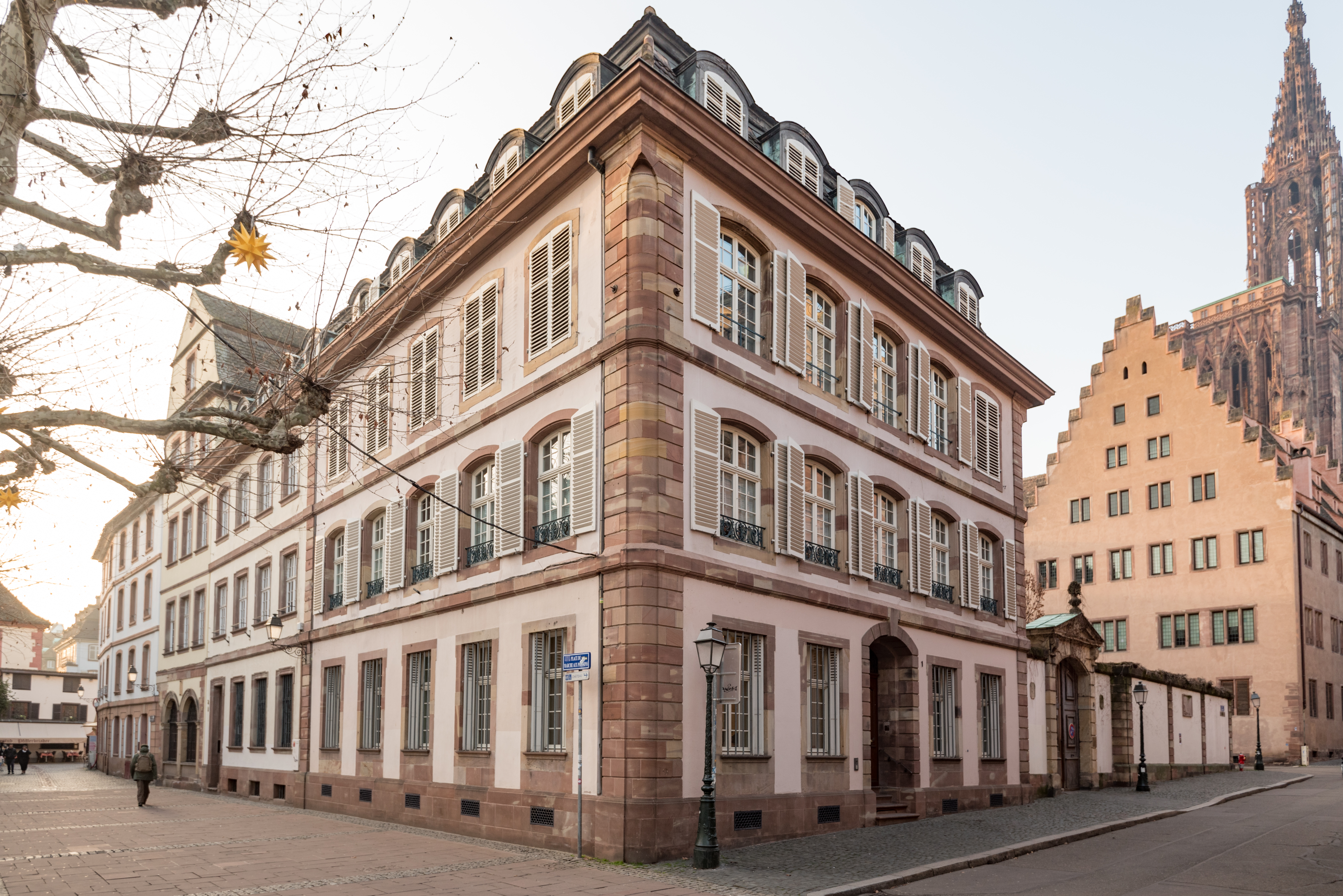

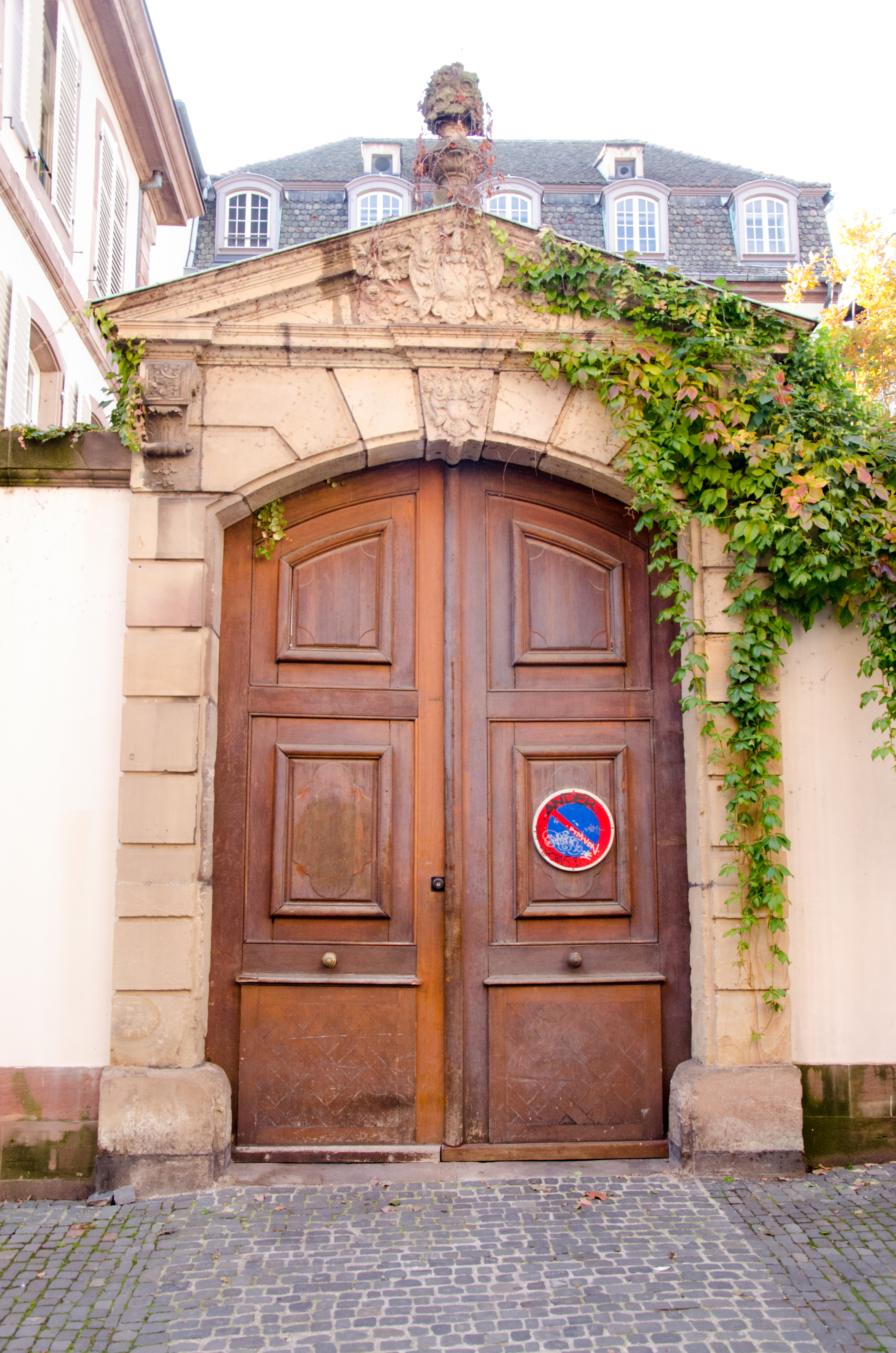
Ancien portail de la Corporation des Bouchers, remonté au no 3.

- no 3 : L'édifice est doté d'un portail qui se trouvait auparavant au no 19,  rue des Bouchers. C'est là que la Corporation des Bouchers avait son poêle, depuis le XIVe siècle jusqu'en 1791. Une inscription rappelle son nom : Zunft zur Blum (« À la Fleur ») et une date : « 1722 ». Cette porte donnait accès à un  bâtiment abritant une écurie pouvant accueillir 120 chevaux[4]. 
Selon Roland Recht, son style illustre la première période de la pénétration de l'art français à Strasbourg entre 1720 et 1730. Le couronnement du chambranle est constitué par un fronton triangulaire portant un cartouche entouré d'un décor naturaliste, qu'on retrouve dans le vase qui surmonte le faîte du fronton[2].
Lors des travaux de la Grande-Percée qui ouvrent l'avenue de la Première-Armée en 1933, le bâtiment d'origine est démoli, mais le portail d'entrée est conservé et remonté sur cet emplacement en 1953, comme en témoigne une plaque en grès[4].